# 鱼骨

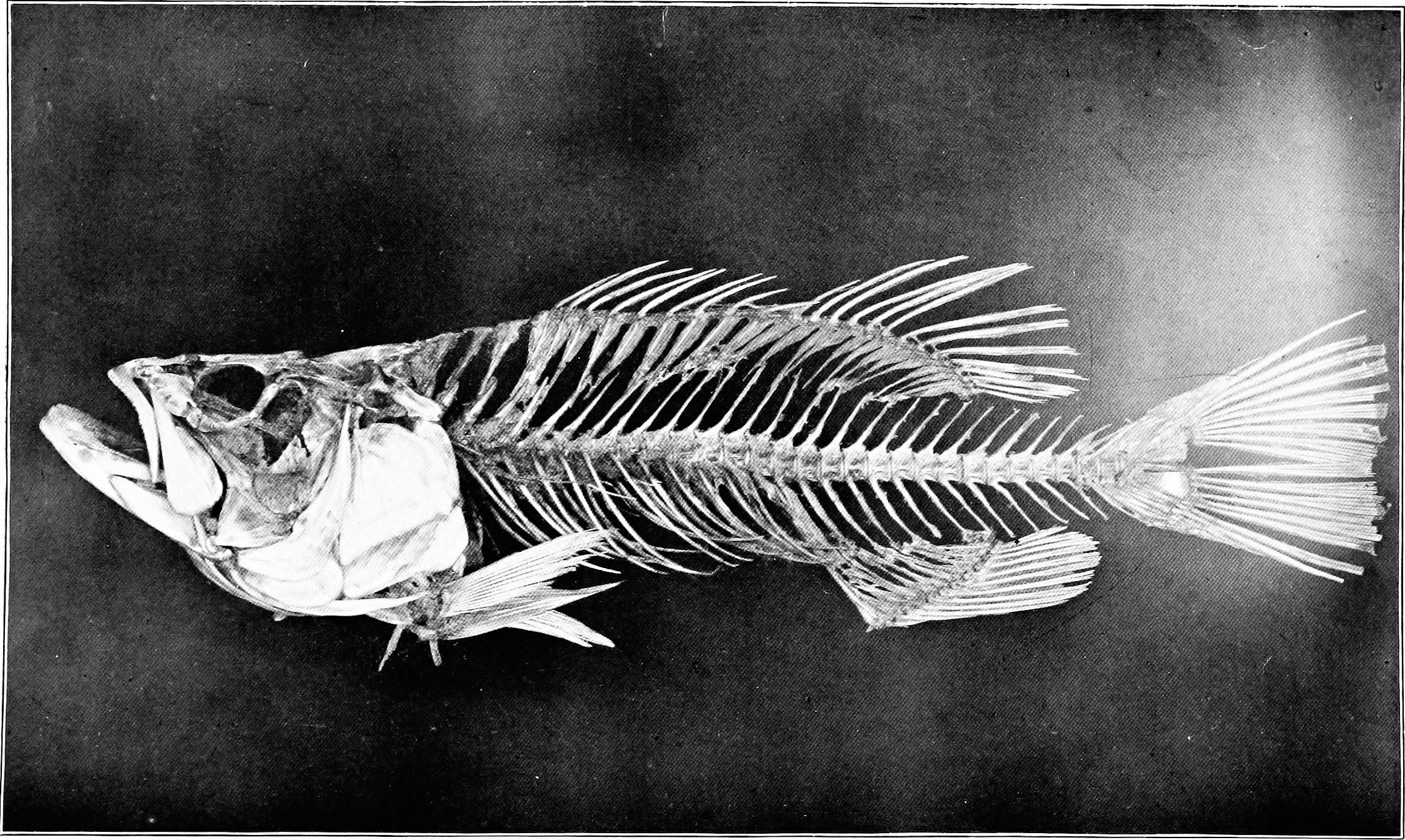
魚骨頭

鱼骨又稱魚刺，是指鱼的骨骼。不過并不是所有的鱼都有鱼骨，例如鳗鱼和琵琶鱼就沒有魚骨。受污染土壤中的铅可以由鱼骨修复。人們在食用魚的時候通常不會吃鱼骨並且還會把它們當成垃圾處理。如果不小心吞下魚骨，它们可能会卡在食道中并引起疼痛，此時如果無法將魚刺吞嚥下去，必须由医生将其取出。